# Гербольд Фламандец, 1-й граф Честер
Гербольд Фламандец (англ. Gerbod the Fleming, лат. Gherbodo Flandrensi), также известный как Гербольд из Остерзеле (англ. Gerbod of Oosterzele; умер после 1075) — фламандский рыцарь, сын Гербольда, наследственного защитника аббатства Сен-Бертен в Сент-Омере, граф Честер в Англии в 1070—1071 годах. Гербольд принимал участие в нормандском завоевании Англии, получив там владения и титул графа Честера. В 1070 году с разрешения короля Вильгельма I Завоевателя вернулся в Фландрию, где 22 февраля 1071 принял участие в битве при Касселе, во время которой, по одной версии, попал в плен и вскоре умер, а по другой бежал в Рим, где стал монахом. После этого английский король, сочтя графство Честер вакантным, отдал его другому феодалу.

## Происхождение

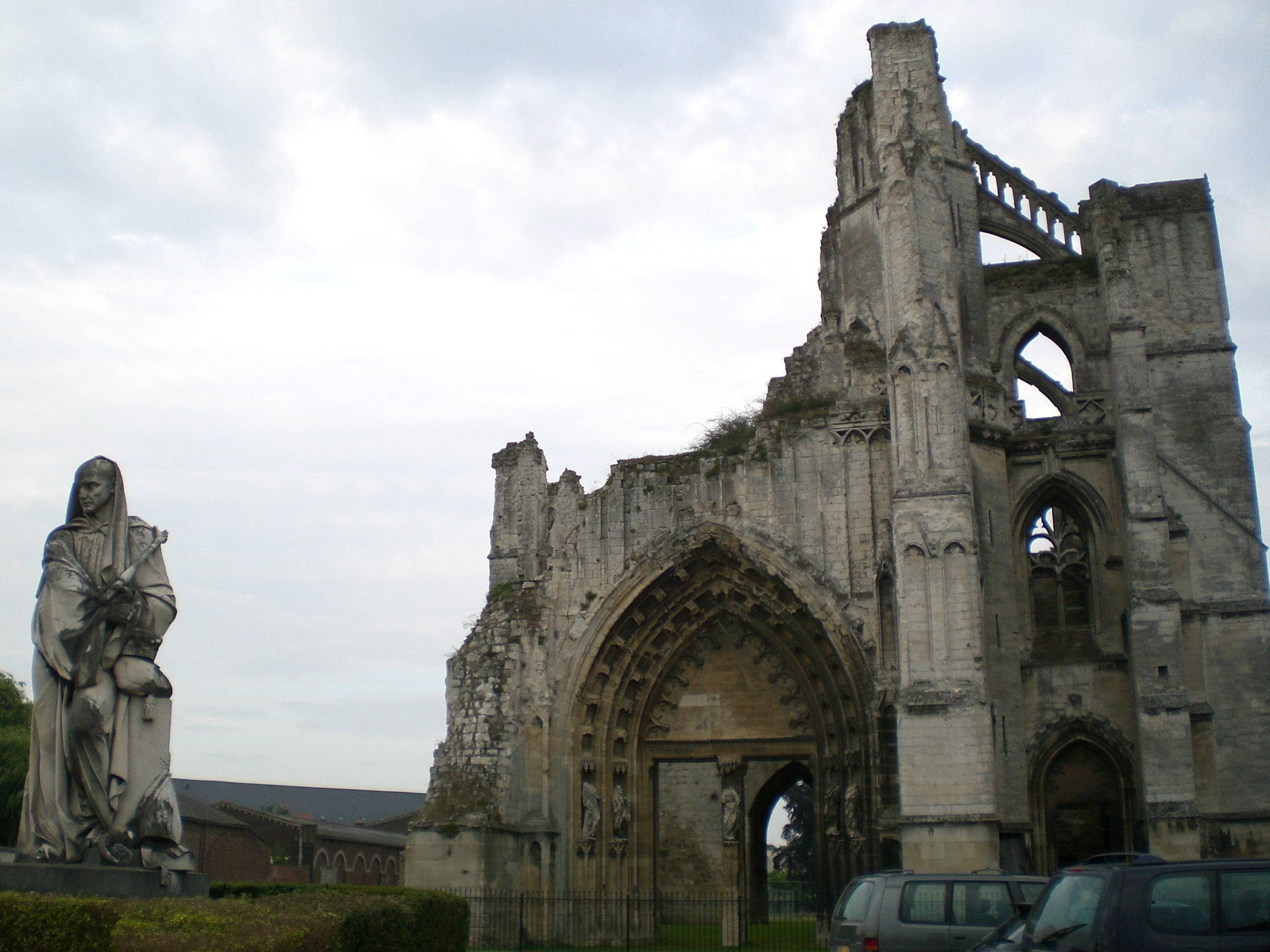
Руины аббатства Сен-Бертен в Сент-Омере

Гербольд происходил из графства Фландрия и был сыном Гербольда, наследственного защитника аббатства Сен-Бертен в Сент-Омере. В середине XIX века Томас Стэплтон, пытаясь обосновать противодействие римского папы браку герцога Нормандии Вильгельма с Матильдой Фландрской, указал, что якобы Матильда к 1049 году вышла замуж за Гербольда Старшего и в это время у неё родилось двое детей. Он опирался на поздний список грамоты, оригинал которой был утерян. Но современные исследователи сомневаются в достоверности этой грамоты, а сам брак Матильды считают невероятным с точки зрения хронологии. Но в любом случае, Гербольд Фламандец среди 14 фламандцев, ставшими после нормандского завоевания Англии главными арендаторами, занимал самое видное место.
Семья, из которой происходил Гербольд, владела сеньориями Остерзеле и Шельдевиндеке, землями в Арке и имела территориальные права в Сент-Омере. У самого Герберта известен брат по имени Фредерик, который после завоевания был главным арендатором в Восточной Англии, и сестра Гундреда, которая вышла замуж за Гильома де Варенна, 1-го графа Суррея.

## Биография
Как и отец, Гербольд был наследственным защитником аббатства Сен-Бертен. В 1066 году он оказался на службе у герцога Нормандии Вильгельма Завоевателя. Гербольд принимал участие в нормандском завоевании Англии и, вероятно, сражался в битве при Гастингсе. После расчленения Мерсии он в начале 1070 года получил графский титул и большую часть бывшего графства, составившего графство Честер; в состав его владения входил город Честер.
Как сообщает хронист Ордерик Виталий, Гербольда постоянно тревожили как англичане, так и валлийцы, поэтому он был рад в том же 1070 году вернуться во Фландрию. Возможно, что это путешествие было связано с гражданской войной во Фландрии, которая началась после смерти графа Бодуэна VI.
Ордерик Виталий сообщает, что Гербольд в феврале 1071 года участвовал в битве при Касселе, где ненадолго попал в плен. Узнав, что пост графа Честера вакантен, Вильгельм I Завоеватель назначил нового графа — Гуго д’Авранша. «Хроника аббатства Хайд» сообщает, что Гербольд попал в засаду и был убит своими врагами. Однако другие две фламандские хроники сообщают иное. Сражаясь на стороне Роберта Фризского, Гербольд убил юного графа Арнульфа III. Он глубоко раскаивался в содеянном, поэтому отправился в паломничество в Рим, чтобы лично попросить у папы римского отпущения грехов. Григорий VII приговорил Гербольда к отсечению рук, которыми он убил своего сюзерена. Но бывший граф, которого вели на казнь, доказал свою стойкость, после чего папа даровал ему прощение, велев удалиться в монастырь Клюни, где тот «впоследствии был отмечен добрыми делами».
Последний раз Гербольд упоминается в 1075 году, когда в качестве защитника аббатства Сен-Бертен засвидетельствовал хартию, выданную аббату.

## Брак и дети
Жена: Ада. Дети:
- Арнульф III из Остерзеле-Шельдевиндеке[3].
- Гербольд III из Остерзеле-Шельдевиндеке[3].
- Альберт из Шельдевиндеке[3].